# Falkenstein Grand
Koordinaten: 50° 11′ 31,8″ N, 8° 28′ 47,3″ O
Das Falkenstein Grand ist ein Hotel der Luxusklasse in Königstein/Falkenstein im Taunus. Das Gebäude wurde 1908–1909 als Offizierserholungsheim errichtet, später als Krankenhaus genutzt und 1999 als Hotel der Kempinski-Gruppe eröffnet. Seit Januar 2020 gehört das Falkenstein Grand zusammen mit der Villa Rothschild zur Autograph Collection von Marriott International.

## Geschichte
Am Standort des heutigen Hotels wurde in den Jahren 1875 und 1876 eine Lungenheilstätte erbaut, deren Leitung der Arzt Peter Dettweiler übernahm. Aufgrund besonderer Behandlungsmethoden für Tuberkulosekranke hatte die Klinik einen weltweiten Ruf. Der zugehörige Park wurde von dem Gartenarchitekten Heinrich Siesmayer gestaltet. Charakteristisch waren die geschwungenen „Brezelwege“.

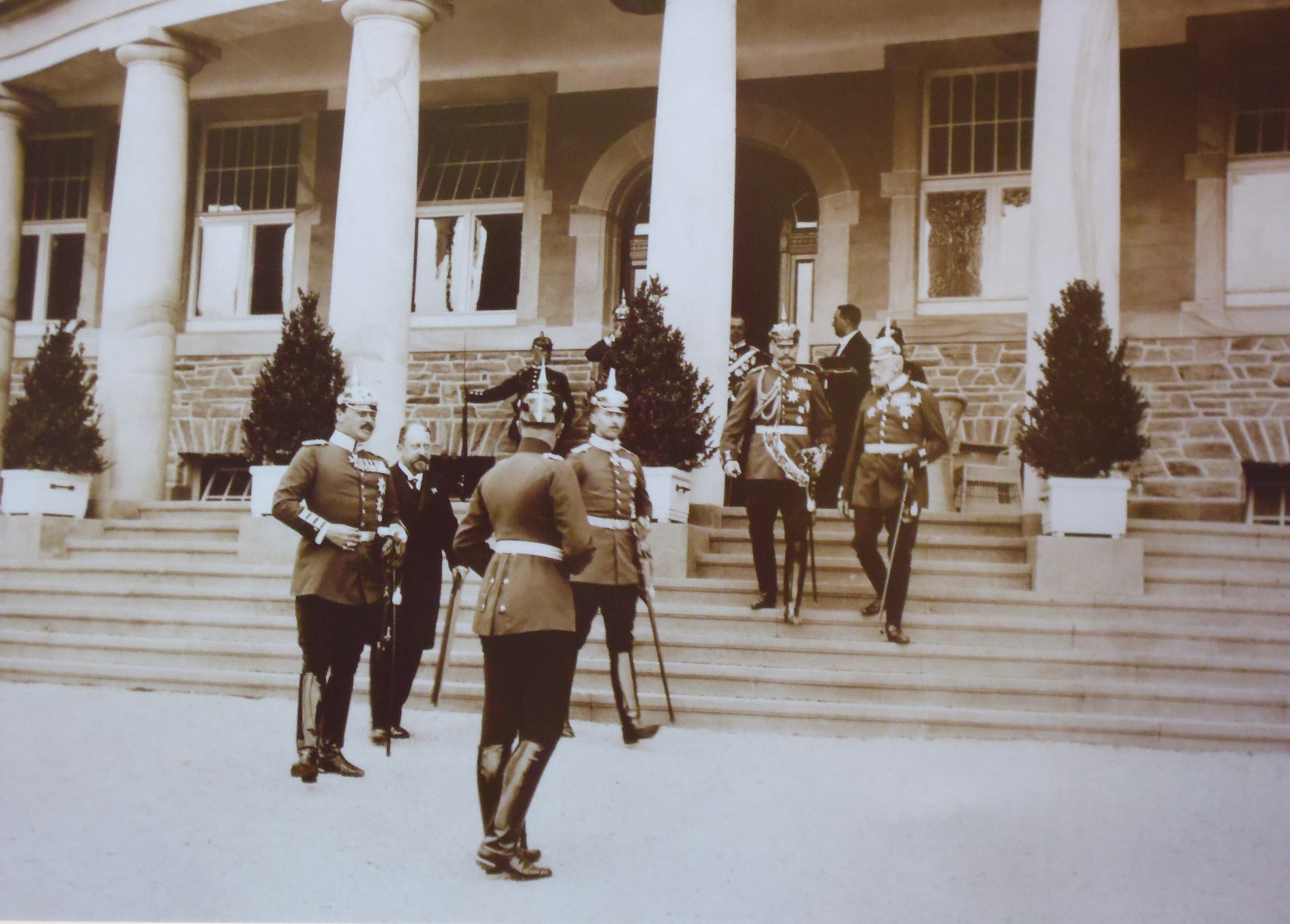
Offiziersheim Falkenstein, 20. August 1909

Ende 1906 ging die Immobilie in den Besitz Kaiser Wilhelms II. über. Im Jahr 1907 wurde das Sanatorium abgerissen und die Arbeiten für den Neubau eines Erholungsheims für Offiziere der kaiserlichen Armee aufgenommen. 52 Offiziere und Personal sollten in einem Haupthaus und sechs Villen im „englischen Cottagestil“ untergebracht werden. Alle Gebäude waren durch ein 1,5 Kilometer langes Tunnelsystem verbunden, so dass man bei Regen problemlos in das Haupthaus gelangen konnte. Die Baukosten betrugen über 2,5 Millionen Mark. Am 20. August 1909 eröffnete Kaiser Wilhelm II. das Offiziersheim, mit dem die „Genesung und Wiedergewinnung der dem Schutze des Vaterlandes gewidmeten Kräfte“ gefördert werden sollten. Bis Ende 1912 wurden 1101 Patienten im Offiziersheim behandelt.
Mit Beginn des Ersten Weltkriegs im Jahr 1914 wurde das Offiziersheim zum Lazarett umfunktioniert. Im Jahr 1916 trafen sich hier die Militärattachés der neutralen Staaten unter der Leitung Rumäniens. Ende 1918 wurde das Offiziersheim als Lazarett geschlossen. Ab 1921 diente das Haus als Obertaunusheim als Heilanstalt für Erholungssuchende und Kriegsbeschädigte. Zwischen 1937 und 1945 wurde es als Lazarett der Wehrmacht genutzt.
Nach dem Zweiten Weltkrieg übernahm 1946 der Landeswohlfahrtsverband (LWV) die Anlage und richtete wieder eine Lungenheilstätte ein. Es entstand auch eine neurologische Klinik, die bis 1963 betrieben wurde. Nach einem Großbrand wurde das Haus im Jahr 1964 als Fachklinik für Multiple Sklerose wieder in Betrieb genommen. Aufgrund baulicher Mängel wurde die Klinik 1991 geschlossen.
Im Jahr 1992 wurde der Gesamtkomplex an die Asklepios Kliniken GmbH verkauft. 1994 begann der Umbau der alten Klinik in ein Hotel, Haupthaus und Villen wurden restauriert und der Siesmayer-Park gemäß Original-Plänen wiederhergestellt.
Am 9. September 1999 wurde das Anwesen als Kempinski Hotel Falkenstein mit 106 Gästezimmern eröffnet. 2001 zeichnete der deutsche Hotel- und Gaststättenverband das Kempinski Hotel Falkenstein als Fünf-Sterne-Superior-Hotel aus.
Ende 2017 wurde bekanntgegeben, dass das Falkenstein Grand zusammen mit der Villa Rothschild 2020 die Kempinski-Gruppe verlassen und zur Autograph Collection von Marriott International wechseln wird.

## Bekannte Gäste
Die brasilianische Fußballnationalmannschaft logierte hier während der Weltmeisterschaft 2006.